# Videogioco di ruolo

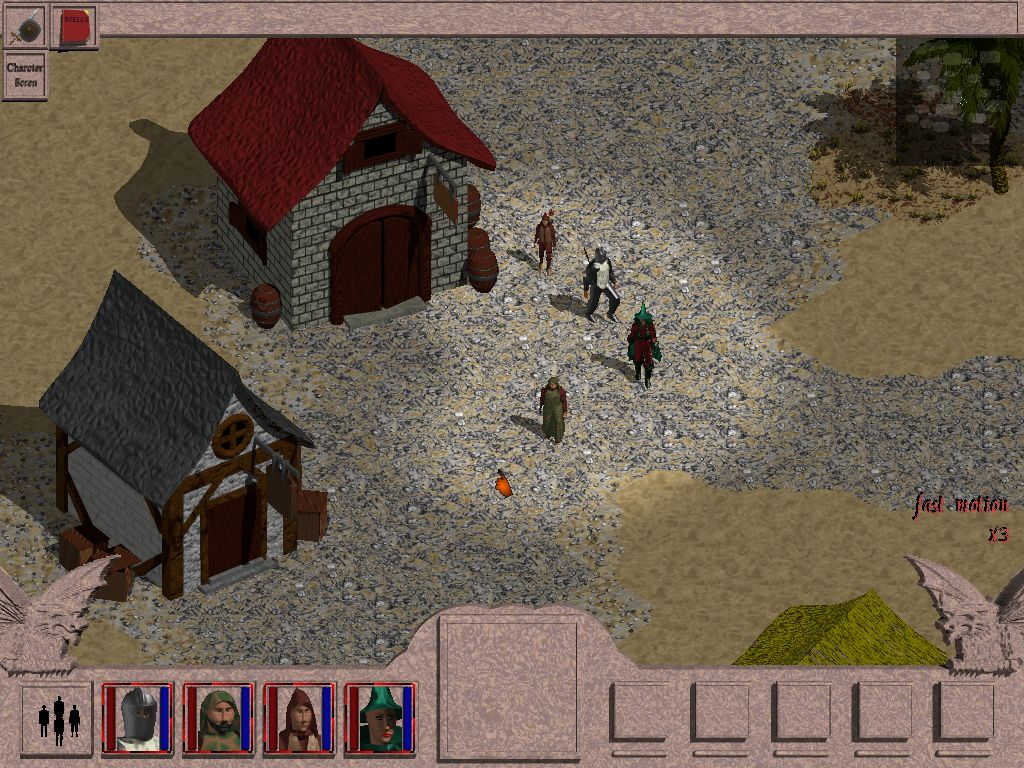
Una schermata di Tales of Trolls & Treasures, un gioco di ruolo gratuito

Un videogioco di ruolo, spesso abbreviato semplicemente in gioco di ruolo (GdR), è un tipo di videogioco che tradizionalmente usa elementi di gioco presi da giochi di ruolo "carta e penna". I videogiochi di ruolo moderni racchiudono una grande varietà di stili di gioco e di motori di gestione. Un altro acronimo usato per indicarli è CRPG (Computer Role Playing Game).
Elementi del gioco di ruolo si possono trovare anche nei videogiochi di strategia in tempo reale, negli sparatutto in prima persona, ed in alcuni altri tipi di videogiochi come i MMORPG.

## Generalità
In generale i giochi di ruolo al computer sono un derivato di quelli "carta e penna", come Dungeons & Dragons. Per esempio la gran parte di essi assegna varie Caratteristiche, come punti ferita, punti magia e livelli. Questi giochi tendono a prendere in prestito anche la struttura narrativa di molti giochi di ruolo carta e penna: solitamente ad un gruppo di eroi (un party) viene assegnata una missione (dette solitamente quest) di qualche tipo. Nel corso del viaggio gli avventurieri affrontano continui attacchi di nemici e mostri (spesso ispirati alla mitologia reale).
Un tipico "schermo di stato" di un videogioco di ruolo, include il nome del personaggio, il suo ritratto, livello (Lv), punti ferita correnti/massimi (HP) e punti mana (magici) correnti/massimi. Altre informazioni includono statistiche di base ed il tipo di armi, armature ed equipaggiamento del personaggio/i.
I videogiochi di ruolo a volte comprendono trame complicate e sviluppo dei personaggi, mediante una grande quantità di statistiche, oggetti ed abilità. I giocatori devono di solito scegliere quale delle diverse possibili combinazioni, spesso attraverso classi, di queste cose acquisire per i loro personaggi per poter procedere e, se possibile, vincere il gioco.

## Storia
I videogiochi di ruolo iniziarono come discendenti dei primi giochi stile Rogue (detti roguelike) su sistemi Unix, essi stessi ovviamente ispirati ai giochi di ruolo carta e penna, ma anche i MUD (Multi user dungeon) fornirono molti concetti e idee al genere. Un precoce roguelike, anteriore allo stesso Rogue, è dnd (1975), sviluppato sul PLATO. I videogiochi di ruolo testuali si evolvettero dalle avventure testuali, dai cloni di Rogue e dai MUD. Tra i primi ci fu Akalabeth: World of Doom (di Richard Garriott, 1980), che diede origine alla famosa serie di Ultima.
I primi giochi delle serie Ultima e Wizardry sono forse quelli ad avere la più grande influenza sui videogiochi di ruolo ora popolari. Molte innovazioni di Ultima III: Exodus sono infine diventate praticamente standard per tutti i giochi di ruolo, sia per console (anche se in qualche maniera semplificate per adattarsi all'uso del joystick o del keypad) che per il mercato dei Personal computer
Il primo videogioco di ruolo per console è stato il titolo dell'Intellivision AD&D Treasure of Tarmin (1982). Molto più tardi, nel 1986, la Enix pubblicò Dragon Quest per il NES (intitolato Dragon Warrior nel Nord America). A questo seguirono in breve tempo adattamenti dei giochi per computer Wizardry e Ultima III, e da Final Fantasy (1987) della Square. Entrambi questi giochi si dimostrarono popolari e diedero vita ad una serie di seguiti, ancora oggi diffusi.
Sia Dragon Quest che Final Fantasy presero a prestito alcuni elementi da Ultima. Per esempio si può far riposare e guarire i personaggi sostando in una taverna o locanda, in modo da far recuperare loro tutte le forze. Lo stile di combattimento di Dragon Quest fu basato su quello di un altro gioco per Personal Computer: Wizardry.

## Giochi moderni
Negli anni novanta sono comparsi sempre più videogiochi di ruolo multigiocatore. Per esempio Diablo (1996) è caratterizzato da un sistema che permette a giocatori differenti di entrare nello stesso mondo e di cooperare contro i nemici, scambiare l'equipaggiamento o, se lo desiderano, uccidersi a vicenda. I Massively multiplayer online role-playing games (MMORPGs), sono enormi mondi aperti con centinaia di partecipanti che interagiscono fra loro, tra i pionieri di questi giochi ci sono stati Ragnarok Online, Ultima Online, Lineage 2, EverQuest e World of Warcraft che, pubblicato nel 2004, è ormai diventato il pilastro dei MMORPG, essendo riuscito a far appassionare decine di milioni di giocatori in tutto il mondo.
Una variante interessante è stato Pokémon, una serie di giochi la cui innovazione principale è stata di sostituire al gruppo di avventurieri delle creature che potevano essere catturate, collezionate ed addestrate per il combattimento. Il suo successo è stato fenomenale, ed ha dato vita a tutta una serie di prodotti derivati, inclusi altri giochi, cartoni animati, e un'intensa attività di merchandising di ogni genere di gadget.
Oggi il numero di appassionati del genere è talmente elevato che numerosi programmatori non professionisti si dilettano nella creazione di GDR freeware, spesso ottenendo ottimi risultati a volte persino migliori delle loro controparti commerciali.
Più recentemente l'avvento di giochi come Deus Ex e Warcraft III, ha cominciato a confondere i confini tra i videogiochi di ruolo ed altri tipi di videogiochi. Molti videogiochi non di ruolo stanno presentando sempre più elementi tradizionalmente appartenenti ai videogiochi di ruolo, come un sistema di abilità, esperienza e problemi da risolvere. Nel frattempo molti videogiochi definiti di ruolo, per esempio la serie The Legend of Zelda, ignora del tutto elementi tradizionali dei videogiochi di ruolo. L'espansione degli elementi tradizionali dei CRPG nei motori di gioco tridimensionali sta creando una miriade di categorie di gioco ibride.
La rappresentazione di elementi dei videogiochi di ruolo negli sparatutto in prima persona (FPS) ed in quelli in terza persona (TPS) è indistinguibile da un gioco che incorpora semplicemente una storia con scene inserite e problemi tradizionali degli FPS e sviluppi per incorporare le caratteristiche usuali di costruzione del personaggio (come ottenere armi migliori). Con lo sviluppo ed incremento di caratteristiche negli FPS rimane da vedere se questi giochi continueranno a essere chiamati FPS (o TPS), creeranno una nuova categoria di giochi o adotteranno semplicemente il nome di videogiochi di ruolo.

## Differenze culturali
A causa di differenze culturali tra le compagnie che sviluppano questi giochi, dipendenti dalla loro nazione di origine, esistono almeno due "famiglie" certe di CRPG grafici. Le differenze sono incentrate principalmente sulla grafica e sulla costruzione della trama, ma anche sul sistema di statistiche, magia ecc.. Al livello base sono abbastanza similari, con attributi, statistiche e livelli che dominano lo stile di gioco e personaggi e personalità che dominano lo sviluppo della trama.
La prima famiglia è quella giapponese dei videogiochi di ruolo grafici (per esempio le serie Final Fantasy, The Legend of Dragoon, Phantasy Star, Grandia, Lunar e Wild ARMs). Questi sono spesso più coloriti e brillanti delle loro controparti occidentali ed includono la tendenza orientale a miscelare fantasy e spiritualità. I personaggi in questi giochi sono spesso simili a quelli degli anime con personalità estreme. La trama spesso coinvolge una battaglia epica e definitiva tra le forze del bene e quelle del male, ed i personaggi sono quasi sempre alleati del bene. Le razze dei personaggi in questo tipo di giochi è di solito limitata ad una scelta di esseri umani, uomini/donne bestia, esper (simili agli elementali dell'universo di Dungeons & Dragons), elfi e androidi. I sistemi basati su D&D tra questi giochi sono al meglio molto rari. Generalmente usano un sistema di avanzamento da un livello minimo di 1, ad un livello massimo di 99, con possibilità di modificare i parametri del personaggio in quantità molto ridotta. La colonna sonora viene curata con particolare attenzione da artisti ed autori che sono diventati famosi anche a livello internazionale, come ad esempio Nobuo Uematsu o Keiichi Okabe.
L'altra famiglia di videogiochi di ruolo grafici è quella occidentale (per esempio Gothic (videogioco) Baldur's Gate, Diablo e Neverwinter Nights, The Witcher, Planescape: Torment, Fallout 2). Questi giochi sono spesso più oscuri di quelli orientali, quasi horror in stile e progetto, in certi esempi, o più semplicemente possono avventurarsi verso territori più Low fantasy ed i personaggi presentati sono più variati di quelli delle loro controparti giapponesi, puntando più sul realismo. La trama è spesso più oscura, ed il tema principale è di solito una lotta in atto, praticamente quasi mai senza una vittoria definitiva sul "nemico". Le razze fantasy sono diverse e generalmente ispirate dai romanzi scritti da Tolkien, però le razze in alcuni casi non esistono affatto oppure non sono molto predominanti (razze diverse da quella umana). Questi videogiochi di ruolo grafici di solito basano il loro sistema di statistiche su D&D D20 system, sebbene non sia inusuale l'uso di sistemi completamente differenti.

## Rapporti tra CRPG e giochi di ruolo tradizionali
Alle volte i CRPG sono trattati con sufficienza dai giocatori di giochi di ruolo "carta e penna". Ci sono diverse ragioni per questo, come per esempio la tendenza dei CRPG di enfatizzare semplicemente la costruzione di un personaggio potente in opposizione alla sua storia e motivazioni. Molti giocatori di GdR carta e penna lo considerano powergaming rispetto al "reale" gioco di ruolo.
Forse ancora più importante, è stato argomentato che è impreciso usare il termine "gioco di ruolo" per descrivere giochi che permettono di costruire un personaggio ma nel quale il giocatore non può prendere alcuna decisione significativa, cioè agire "in personaggio" ed influenzare significativamente sia la personalità del personaggio ed il progresso globale del gioco. In giochi come questi il giocatore non interpreta ma si limita semplicemente a prendere decisioni tattiche.
Mentre è vero che molti giochi sono pubblicizzati come forniti di "elementi di giochi di ruolo", questi sono completamente lineari, e non offrono opportunità di gioco di ruolo maggiori di quelle che si ottengono guardando un film o leggendo un libro; si deve anche far notare che questo non è vero per tutti i videogiochi di ruolo sul mercato. Anche se ovvie limitazioni tecniche e pratiche assicurano che un videogioco di ruolo non possa essere aperto e libero come i giochi di ruolo carta e penna, dove l'unica limitazione reale agli eventi che si svolgono è l'immaginazione dei partecipanti, è da far notare che diversi giochi permettono una considerevole varietà nei modi in cui procede la loro storia, a seconda delle decisioni del giocatore e delle caratteristiche del personaggio.
Date, comunque, le buone vendite di titoli di CRPG e in particolare dei MMORPG, le nuove edizioni di alcuni giochi di ruolo hanno preso in prestito alcune delle meccaniche dei CRPG, sebbene mantengano una complessità e varietà paragonabile comunque alle precedenti incarnazioni, come nel caso di D&D 4ª Edizione.

## Cronologia dei CRPG
Nota: Questa non è una lista completa di tutti i videogiochi di ruolo per console o computer, ma una lista dei più significativi, influenti o conosciuti di tutti i tempi.

### Cronologia dei videogiochi di ruolo per computer
- 1974: dnd (PLATO System)
- 1975: Dungeon (PDP-10)
- 1979: Temple of Apshai (TRS-80 e PET, successivamente adattato per molti altri sistemi operativi)
- 1980: 
  - Akalabeth: World of Doom
  - Rogue (Unix, successivamente adattato per molti altri sistemi operativi
- 1981: 
  - Il debutto della serie Ultima su (Apple II)
  - Wizardry (Apple II)
- 1982: Tunnels of Doom (TI99/4A)
- 1983: Viene pubblicato Ultima III che anticipa molte innovazioni che diventeranno standard sugli RPG successivi. (DOS, Apple II, Atari ST, Amiga, Commodore 64)
  - Moria
- 1985: 
  - The Bard's Tale (Apple II, successivamente Commodore 64, Amiga, Apple IIGS, Atari 8-bit, DOS)
  - Alternate Reality
- 1987: 
  - Debutta la serie Might and Magic (DOS, Commodore 64)
  - Wasteland (Apple II, Commodore 64, DOS)
  - Dungeon Master (DOS, Atari ST, Amiga)
- 1988: Pool of Radiance, primo gioco della serie Gold Box
- 1990: Angband
- 1991: Ultima Underworld (DOS, una versione per PlayStation uscì nel 1997). Probabilmente il primo RPG in prima persona 3D.
- 1992: 
  - Ultima Underworld II (DOS)
  - Darklands (DOS)
- 1993: Forgotten Realms Unlimited Adventures (DOS, Macintosh)
- 1994: The Elder Scrolls: Arena: debutta la serie The Elder Scrolls (DOS)
- 1996: 
  - The Elder Scrolls II: Daggerfall (DOS)
  - Debutta la serie Diablo (Windows, Macintosh)
- 1997: 
  - Debutta la serie Fallout (Windows, Macintosh)
  - Ultima Online (Windows)
  - Final Fantasy VII (Windows)
- 1998: Debutta la serie Baldur's Gate (Windows, Macintosh)
- 1999: 
  - Planescape: Torment (Windows)
  - EverQuest (Windows, Macintosh)
  - Septerra Core (Windows)
  - Final Fantasy VIII (Windows)
- 2000: Diablo 2 (Windows, Macintosh)
  - Baldur's Gate 2: Shadows of Amn (Windows)
  - Vampire: The Masquerade - Redemption (Windows)
- 2001: Diablo 2: Lord of Destruction (Windows, Macintosh)
  - Arcanum: Of Steamworks and Magick Obscura (Windows)
  - Gothic (Windows)
  - RuneScape (Java)
  - Anachronox (Windows)
- 2002: Neverwinter Nights (Windows, Macintosh, versione per Linux nel 2003)
  - The Elder Scrolls III: Morrowind (Windows, Xbox)
- 2003: Star Wars: Knights of the Old Republic (Windows, Macintosh)
  - Freedom Force (Windows)
- 2004: City of Heroes (Windows)
  - Gothic 2 (Windows)
  - World of Warcraft (Macintosh, Windows)
  - Vampire: The Masquerade - Bloodlines (Windows)
- 2005: Star Wars: Knights of the Old Republic II: The Sith Lords (Windows, Xbox)
  - Guild Wars (Windows)
  - EverQuest 2 (Windows)
- 2006: The Elder Scrolls IV: Oblivion (Windows, Xbox)
  - Neverwinter Nights 2 (Windows)
  - Gothic 3 (Windows)
  - Titan Quest (Windows)
- 2007: The Witcher'
  - Mass Effect (Xbox 360, Windows)
  - Two Worlds (Xbox 360, Playstation 3, Windows)
- 2008: Mass Effect (Xbox 360, Windows)
  - Fallout 3 (Xbox 360, Playstation 3, Windows)
- 2009: Risen (Xbox 360, Windows)
  - Dragon Age: Origins (Xbox 360, Playstation 3, Windows)
  - Demon's Souls (PlayStation 3)
- 2010: Mass Effect 2 (Xbox 360, Windows)
  - Fallout: New Vegas (Xbox 360, Playstation 3, Windows)
- 2011: Dragon Age II (Xbox 360, Playstation 3, Windows)
  - Mass Effect 2 (Xbox 360, Playstation 3, Windows)
  - The Witcher 2: Assassins of Kings (Windows)
  - Dark Souls (Xbox 360, Playstation 3, Windows)
  - The Elder Scrolls V: Skyrim (Xbox 360, Playstation 3, Windows)
- 2012: Kingdoms of Amalur: Reckoning (Xbox 360, Playstation 3, Windows)
  - Mass Effect 3 (Xbox 360, Playstation 3, Windows)
  - Diablo 3  (Windows, Macintosh)
  - Dragon's Dogma (Xbox 360, Playstation 3)
  - Risen 2: Dark Waters (Xbox 360, Playstation 3, Windows)
- 2013: The elder scrolls online (Xbox One, Xbox series x, PlayStation 4, PlayStation 5, Microsoft Windows)
- 2014: Child of Light (Microsoft Windows), (Xbox One), (Wii U), (PlayStation 4)
  - Divinity: Original Sin
  - Wasteland 2
  - Risen 3: Titan Lords (Xbox 360, Playstation 3, Windows)
- 2015: Dragon's Dogma Online
  - Fallout 4  (Microsoft Windows, Xbox One, PlayStation 4)
  - The Witcher 3: Wild Hunt (Microsoft Windows, Xbox One, Playstation 4)
- 2017: Divinity: Original Sin II
- 2022: Elden Ring
- 2023: Baldur's Gate III

### Cronologia dei videogiochi di ruolo per console
- 1982: AD&D Treasure of Tarmin (Intellivision (INT))
- 1986: Debutta la serie Dragon Quest (Dragon Warrior) (Nintendo Entertainment System (NES)
- 1987: Debuttano le serie di Final Fantasy (Nintendo Entertainment System (NES)) e Phantasy Star (Sega Master System (SMS))
- 1988: Ys (SMS)
- 1989: River City Ransom (NES), Mother (NES)
- 1990: Crystalis (NES),
- 1991: Lagrange Point (NES)
- 1993: Secret of Mana (Super Nintendo Entertainment System (SNES))
- 1994: Mother 2 (EarthBound) (SNES)
- 1995: Suikoden (PlayStation (PSX)), Terranigma (SNES), Chrono Trigger (SNES), Tales of Phantasia (SNES)
- 1996: Super Mario RPG: Legend of the Seven Stars (SNES), Rudora no Hihou (SNES)
- 1997: Grandia (Sega Saturn (SAT)) (nel 1999 esce una versione per PlayStation)
- 1998: Xenogears (PSX), Parasite Eve, Brave Fencer Musashi (PSX)
- 1999: The Legend of Dragoon (PlayStation), Chrono Cross (PSX), Valkyrie Profile (PlayStation)
- 2000: Eternal Arcadia (Skies of Arcadia) (Sega Dreamcast (DC)), Dragon Quest VII: Frammenti di un mondo dimenticato (PSX), Vagrant Story (PSX), Paper Mario (Nintendo 64)
- 2001: Dark Cloud (PlayStation 2)
- 2002: Xenosaga Episode I: Der Wille zur Macht (PlayStation 2 (PS2)), Kingdom Hearts (PS2), Lost Kingdoms (GCN)
- 2003: Star Wars: Knights of the Old Republic (Xbox (XBOX)), Unlimited Saga (PS2), Dark Chronicle (PlayStation 2)
- 2004: Tales of Symphonia (Nintendo GameCube (GCN)), Fable (Xbox (XBOX)), Mega Man X: Command Mission (Nintendo GameCube, PlayStation 2), Paper Mario: Il portale millenario (GameCube)
- 2005: Xenosaga Episode II: Jenseits von Gut und Böse (PlayStation 2 (PS2)), Jade Empire (Xbox (XBOX))
- 2006: Dragon Quest VIII: L'odissea del re maledetto (PS2), Kingdom Hearts II (PS2), Valkyrie Profile 2: Silmeria (PS2) Mother 3 (GBA)
- 2007: Rogue Galaxy (PS2), Eternal Sonata (Xbox 360) (nel 2009 esce una versione per PlayStation 3), Super Paper Mario (Wii)
- 2010: Paper Mario: Sticker Star (Nintendo 3DS), Dragon Quest IX: Le sentinelle del cielo (Nintendo DS)
- 2011: Xenoblade Chronicles (Wii)
- 2012: Mario e Luigi: Dream Team Bros. (Nintendo 3DS)
- 2013: Final Fantasy XIV: A Realm Reborn (PlayStation 3, PlayStation 4)
- 2015: The Witcher 3: Wild Hunt (PS4, Xbox One)
- 2015: Xenoblade Chronicles X (Wii U)
- 2016: "Final Fantasy XV" (PlayStation 4, Xbox One)

## Elenco di aziende
Segue una lista di produttori di videogiochi che si sono specializzati o che hanno creato CRPG celebri.
- Activision
- Akella
- Atlus
- Bethesda Softworks
- BioWare
- Black Isle Studios
- Blizzard Entertainment
- Capcom
- CD Projekt RED
- Enix
- Game Arts
- Hal Laboratory
- Konami
- Interplay
- Level 5
- Mistwalker
- Monolith Soft
- Namco
- Nintendo
- Obsidian Entertainment
- Origin Systems
- Piranha Bytes
- Sir-Tech
- Sony Computer Entertainment
- Spiderweb Software
- Square Enix (risultante della fusione corporativa tra Enix e Square)
- Square
- Strategic Simulations, Inc.
- tri-Ace
- Troika Games